# Альтфрид Мюнстерский
Святой Альтфрид (нем. Altfried von Münster; около 801— 22 апреля 849) — епископ Мюнстера (839—849), аббат монастыря Верден и монастыря Святого Людгера в Хельмштедте. Святой неразделённой христианской церкви.
Его имя переводится как «Благородный защитник».
После смерти своего предшественника, святого Герфрида, Альтфрид был поставлен в 839 году третьим епископом Мюнстерским. Как и Герфрид, он приходился племянником святому Людгеру — первому епископу Мюнстерскому.
В этом же году он стал пятым аббатом монастыря Верден (сейчас Верден — часть города Эссен).
Святой Альтфрид известен тем, что написал первое житие святого Людгера под названием «Vita sancti Liudgeri». Кроме того, он закончил работы по строительству крипты в монастыре Верден, где были погребены мощи святого Людгера, а потом и самого св. Альтфрида.

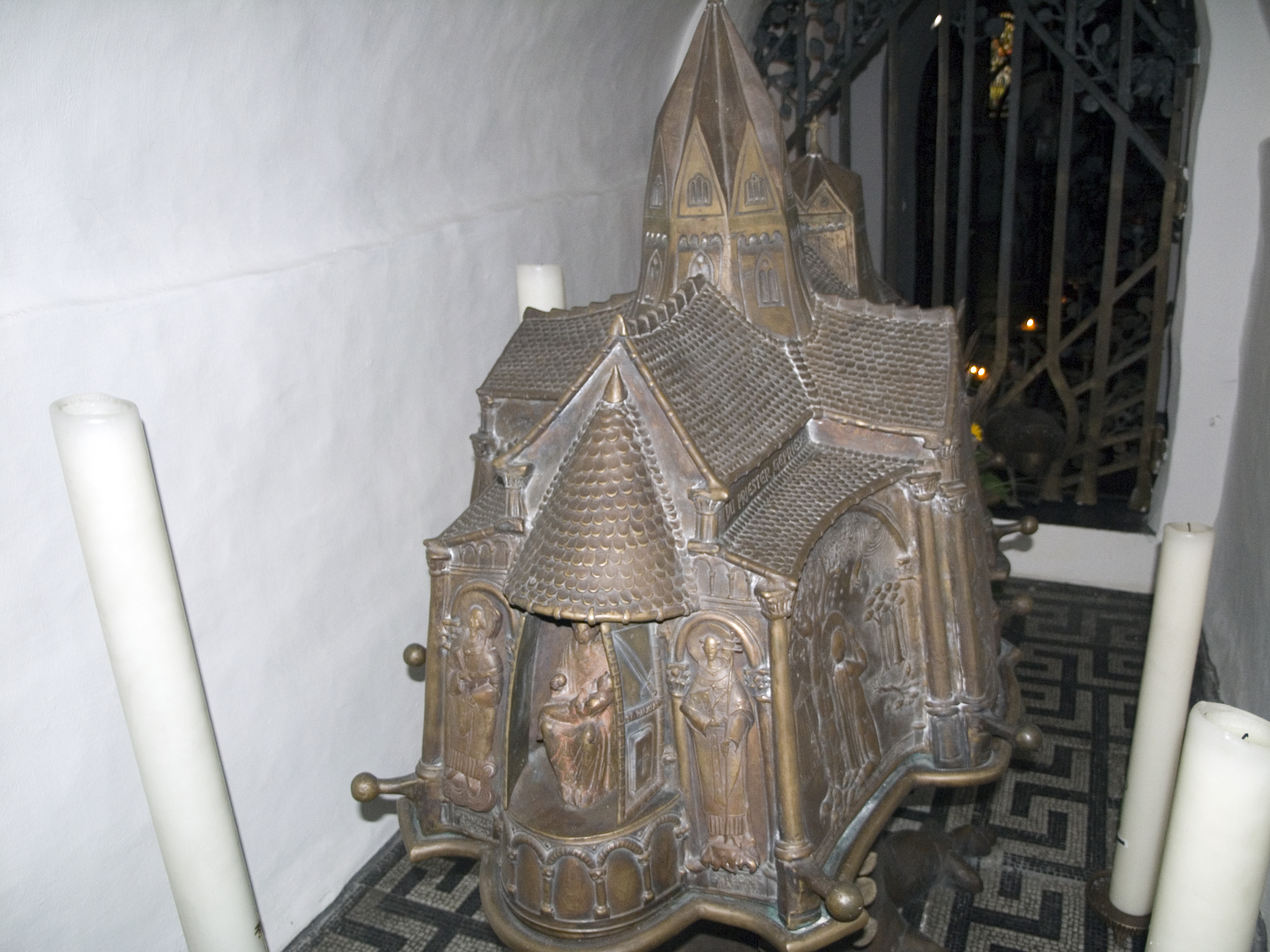
Саркофаг Альтфрида Мюнстерского в Церкви Святого Людгера в Вердене

Ежегодно память святого Альтфрида отмечается католической церковью 22 апреля, а православной — 5 мая. Архиепископ Берлинский и Германский Феофан (Галинский) (РПЦ) благословил почитать святителя Альтфрида как местночтимого святого.